# Franquisme a Catalunya
El franquisme a Catalunya va implantar-se entre 1939 i 1977, (les primeres eleccions democràtiques, tingueren lloc el 15 de juny de 1977), en un context determinat per les conseqüències derivades de la Guerra Civil Espanyola i la repressió franquista. La dictadura, a Catalunya, complementà a més la supressió de les llibertats democràtiques amb la repressió de la cultura catalana. El seu caràcter totalitari i els seus objectius unificadors significaren la imposició d'una sola cultura i una sola llengua, la castellana. A més, el tarannà anticatalà del règim va constituir un tret específic, però no va ser un obstacle decisiu perquè creixés un franquisme català que s'havia anat forjant durant la guerra i s'havia alimentat amb la victòria.
El franquisme (1939-1975) va suposar a Catalunya, com a la resta d'Espanya, l'anul·lació de les llibertats democràtiques, la prohibició i persecució dels partits polítics (excepte Falange Espanyola Tradicionalista i de les JONS), la clausura de la premsa no adscrita a la dictadura militar i l'eliminació de les entitats d'esquerres. A més, es van suprimir l'Estatut d'Autonomia i les institucions d'ell derivades, i es va perseguir amb sistematicitat la llengua i la cultura catalanes, almenys al principi, en moltes de les seves manifestacions públiques i fins i tot (en els primers temps) privades.
Els vençuts van ser desvertebrats. Als nombrosos morts durant la guerra cal sumar els que van ser afusellats després de la victòria franquista, com el mateix president Lluís Companys, molts altres, obligats a l'exili, no tornarien al seu país, gran nombre dels quals no van fugir van ser empresonats, i molts més van ser "depurats" i inhabilitats per ocupar càrrecs públics o exercir determinades professions, el que els va deixar en pèssima situació econòmica en una època ja dura de per si. Un petit sector d'anarquistes i comunistes va intentar lliurar una guerra de guerrilles en unitats conegudes com a maquis. La seva acció més destacada va ser la invasió de la Vall d'Aran.
Després de la primera etapa d'economia autàrquica, en la dècada dels anys 1960 l'economia va entrar en una etapa de modernització agrícola, d'increment de la indústria i va rebre l'impacte del turisme de masses. Catalunya va ser també una de les metes del moviment migratori, que va donar a Barcelona i a les localitats del seu entorn un creixement accelerat. També es va desenvolupar fortament l'oposició antifranquista, les manifestacions més visibles en el moviment obrer van ser Comissions Obreres, des del sindicalisme i el PSUC.
A la dècada dels anys 1970, el conjunt de forces democràtiques es van unificar al voltant de l'Assemblea de Catalunya. El 20 novembre de 1975 va morir el dictador Franco, fet que obriria un nou període de la història de Catalunya.

## L'odi envers Catalunya

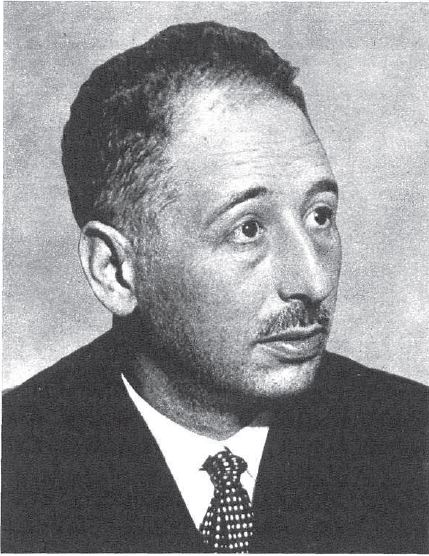
Lluís Companys, segon president de la Generalitat de Catalunya restaurada, va ser lliurat per la Gestapo i afusellat per les autoritats franquistes.

Catalunya va ser la comunitat (región pels franquistes) que més va patir l'odi engendrat durant la guerra civil. La mostra la tenim en diversos exemples.
A Tarragona, el gener de 1939, es va celebrar una missa oficiada per un canonge de la catedral de Salamanca, José Artero. Durant el sermó va cridar: "Gossos catalans! No sou dignes del sol que us enllumena."
Pel que fa als homes que van entrar i desfilar per Barcelona, Franco va dir que aquest honor no era "perquè haguessin lluitat millor, sinó perquè eren els que sentien més odi. És a dir, més odi cap a Catalunya i els catalans."
Un amic íntim de Franco, Víctor Ruiz Albéniz, "El Tebib Arrumi" va publicar un article on demanava que Catalunya rebés "un càstig bíblic (Sodoma i Gomorra) per purificar la ciutat roja, la seu de l'anarquisme i separatisme com a únic remei per extirpar aquests dos càncers pel termocauteri implacable", mentre que per Serrano Suñer, cunyat de Franco i Ministre de l'Interior, el nacionalisme català era "una malaltia."
L'home designat com a governador civil de Barcelona, Wenceslao González Oliveros, va afirmar que "Espanya es va alçar, amb tanta o més força contra els Estatuts desmembrats que contra el comunisme i que qualsevol tolerància del regionalisme portaria altra vegada als mateixos processos de putrefacció que acabem d'extirpar quirúrgicament."
Fins i tot conservadors catalans, com Francesc Cambó, es van esgarrifar de l'odi i l'esperit de revenja mostrat per Franco. Cambó va escriure en el seu Dietari en referència a Franco: "Com si no sentís ni comprengués la situació miserable, desesperada, en què es troba Espanya i no pensés més que en la seva victòria, sent la necessitat de recórrer tot el país (...) com un torero per recollir aplaudiments, cigars, barrets i alguna americana escadussera."

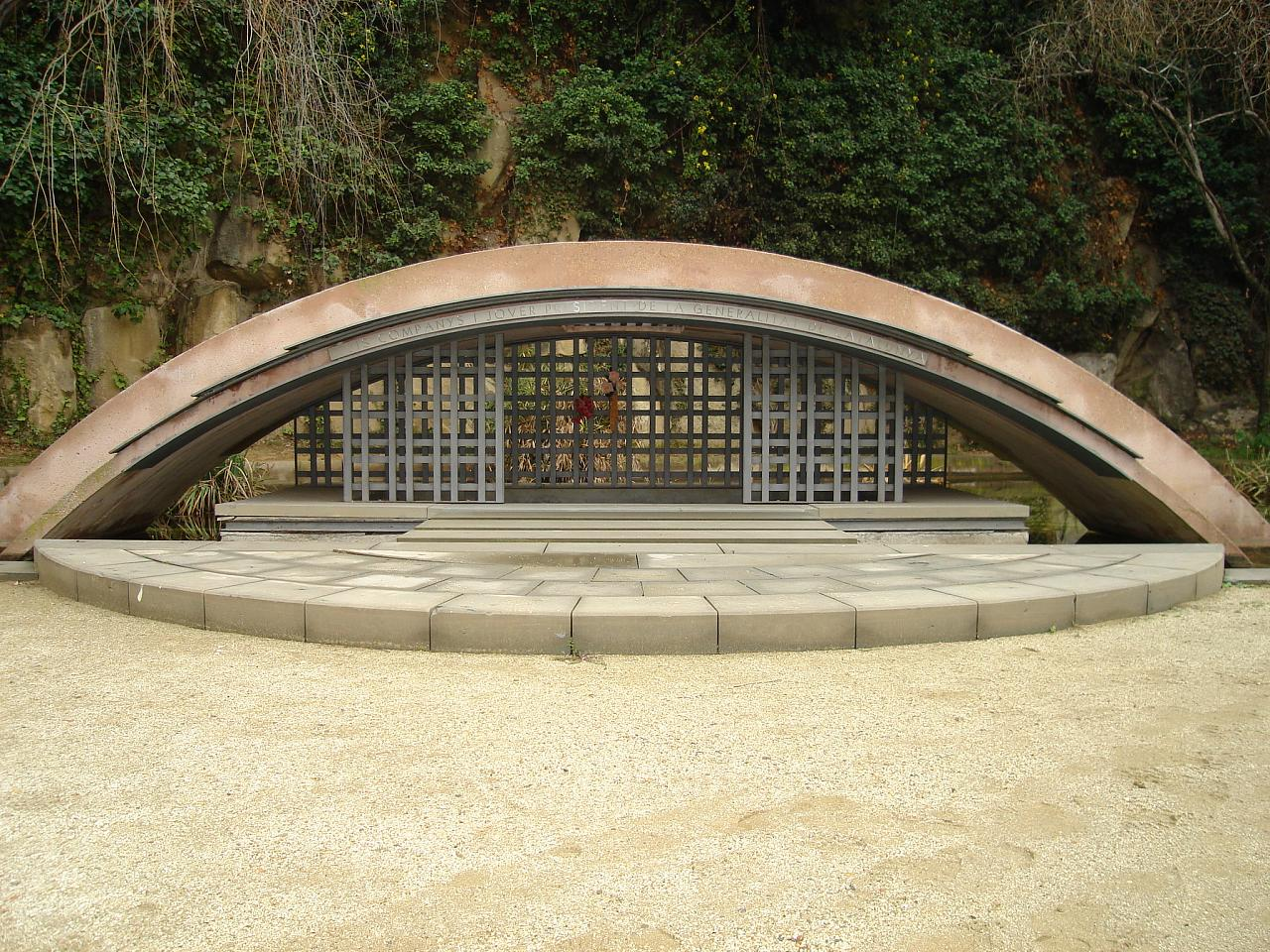
Tomba de Lluís Companys al Fossar de la Pedrera.

El que havia estat el 123è president de la Generalitat de Catalunya, Lluís Companys, s'exilià a França, com molts altres, el gener de 1939. Les autoritats espanyoles en demanaren l'extradició als alemanys. Queda el dubte històric de si fou detingut per la Gestapo o per la policia militar alemanya, també coneguda com la Wehrmacht En tot cas la detenció es produí el 13 d'agost de 1940 amb la imediata deportació de Lluís Companys a l'Espanya franquista.
Després d'un consell de guerra sumaríssim sense garanties processals, fou afusellat el 15 d'octubre de 1940, al Castell de Montjuïc.
D'aleshores ençà han estat moltes les reivindicacions a fi que s'anul·li aquell judici, sense cap garantia. De moment, cap d'elles ha reeixit.

### La repressió franquista
No es pot menystenir la influència dels corrents intel·lectuals occidentals vers els individus integrants d'una societat, que es considera alhora la base de l'estat-nació: si els individus són sans i patriotes, la societat també, i la nació assoleix un lideratge. Des del s. XIX es teoritza amb la degeneració racial, causant dels conflictes contra l'statu quo social, i es propugna l'eugenèsia per a netejar la propia raça, i el racisme per a evitar-ne la barreja amb "races inferiors". I durant el primer terç del s. XX aquesta teorització vers "l'home nou" agafa força, i és el seu zenit la política racial nazi. Però a Espanya, en barrejar-se amb el regeneracionisme, també tingué repercussió, atès que les elits polítiques i socials que patrimonialitzen Espanya, i que no digerien la pèrdua colonial, veuen en la República i la minsa autonomia catalana una amenaça al seu poder, riquesa i privilegis. Tampoc es pot pair la riquesa industrial catalana, i s'acusa Catalunya de tindre tracte de favor, empobrint a la resta d'espanyols, en un comportament que es qualifica de semític (segons la ideologia nacionalsocialista emprar el treball com a mitjà per explotar i sotmetre les nacions).
Segons en Paul Preston al llibre "Arquitectes del terror. Franco i els artifex de l'odi", una sèrie de personatges teoritzaren sobre "l'antiespanya", assenyalant als enemics, i en aquest sentit s'acusà als polítics i intelectuals republicans de ser de raça jueva o servidors de la mateixa en tant que masons. Aquesta acusació es generalitza pel que fa a Catalunya a la majoria de politics i intelectuals, començant per Macià, Companys i Cambó, assenyalats com a jueus. A "Racisme i supremacisme polítics a l'Espanya contemporània", es documenta aquest pensament de la part social que es sollevaria contra la República. En una barreja de degeneracionisme, regeneracionisme, i neocolonialime, es postula que la raça espanyola -sempre entesa com a castellana- ha degenerat, i els individus degenerats són proclius a "contraure" el comunisme i el separatisme. A més, algunes zones, com el sud peninsular i els Països catalans són considerades degenerades a l'engrós, els primers a causa de restes àrabs que els du a un comportament "rifeny", i els segons a causa de restes semítiques que els du vers el comunisme i separatisme (s'anomena separatisme al catanalisme de tot pel).
La degeneració dels individus crida a fer-ne una neteja si es vol una nació prospera i líder, capaç de bastir un imperi, una de les obsessions del franquisme (com també dels altres règims totalitaris del moment). Les accions aplicades suggereixen l'existència d'una biopolítica. Es pot esmentar que Franco va afirmar que Catalunya havia sigut una de les causes principals de la guerra civil, «En cuanto a la suerte futura de Cataluña, hemos de decir que ésta es precisamente una de las causas fundamentales de nuestro levantamiento», i que en una entrevista en un diari italià descriu que la guerra tenia com a objectiu «salvar a la Patria que se hundía en el mar de la disociación y de la degeneración racial». També cal recordar que el portaveu rebel Gonzalo de Aguilera, el 1937 afirmà a un periodista: “Ahora espero que usted comprenda qué es lo que entendemos por la regeneración de España… Nuestro programa consiste en exterminar un tercio de la población masculina española…”

A més de la repressió arreu d'Espanya contra individus assenyalats, tot plegat sembla ser l'origen de la repressió ferotge, com ara el Terror de don Bruno, a Andalusia, i la repressió no menys ferotge contra Catalunya, amb l'afegit que la derivada, l'atac a la cultura catalana s'allarga durant tot el franquisme i acaba esdevenint un element estructural de l'Estat.
| «                                                   | "A partir de la repressió, el franquisme va crear unes xarxes de complicitat en què milers de persones es van veure implicades o en van ser còmplices, de totes les maneres possibles, del vessament de sang infligit, de les persecucions efectuades, de la vida de centenars de milers de persones a les presons, als camps de concentració o als Batallons de Treballadors. En definitiva, de les formes més diverses de repressió: política, social, laboral, ideològica, i, en el cas de Catalunya, d'un intent de genocidi cultural que pretenia fer desaparèixer d'arrel la seva especifica personalitat nacional..." | » |
| — Josep Maria Solé i Sabaté i Joan Vilarroya i Font | |   |

#### Recompte de morts, desapareguts i exiliats
A l'hora de fer recompte general de morts a la Guerra Civil a Catalunya, cal comptar un mínim de 38.500 soldats republicans i 2.900 franquistes. Al costat d'aquest hi ha les víctimes de la repressió del 1936 a 1939 que serien unes 8.500, mentre que la repressió franquista va causar entre 1938 i 1953 unes 4.000 víctimes. Finalment, les dels bombardejos serien unes 5.500. Aquestes dades s'han de completar amb el creixent nombre de defuncions degudes a insuficiències mèdiques i alimentàries com a resultat de les contingències bèl·liques i els que s'exiliaren entre el final de gener i febrer del 1939.
El conjunt de pèrdues, entre morts i exiliats, donarien una xifra que oscil·la entre 130.000 i 150.000 persones que desaparegueren de Catalunya —sobre un total de gairebé tres milions d'habitants segons el cens de 1936— la qual cosa va determinar unes profundes conseqüències negatives des del punt de vista demogràfic, social i econòmic.

### Persecució del català

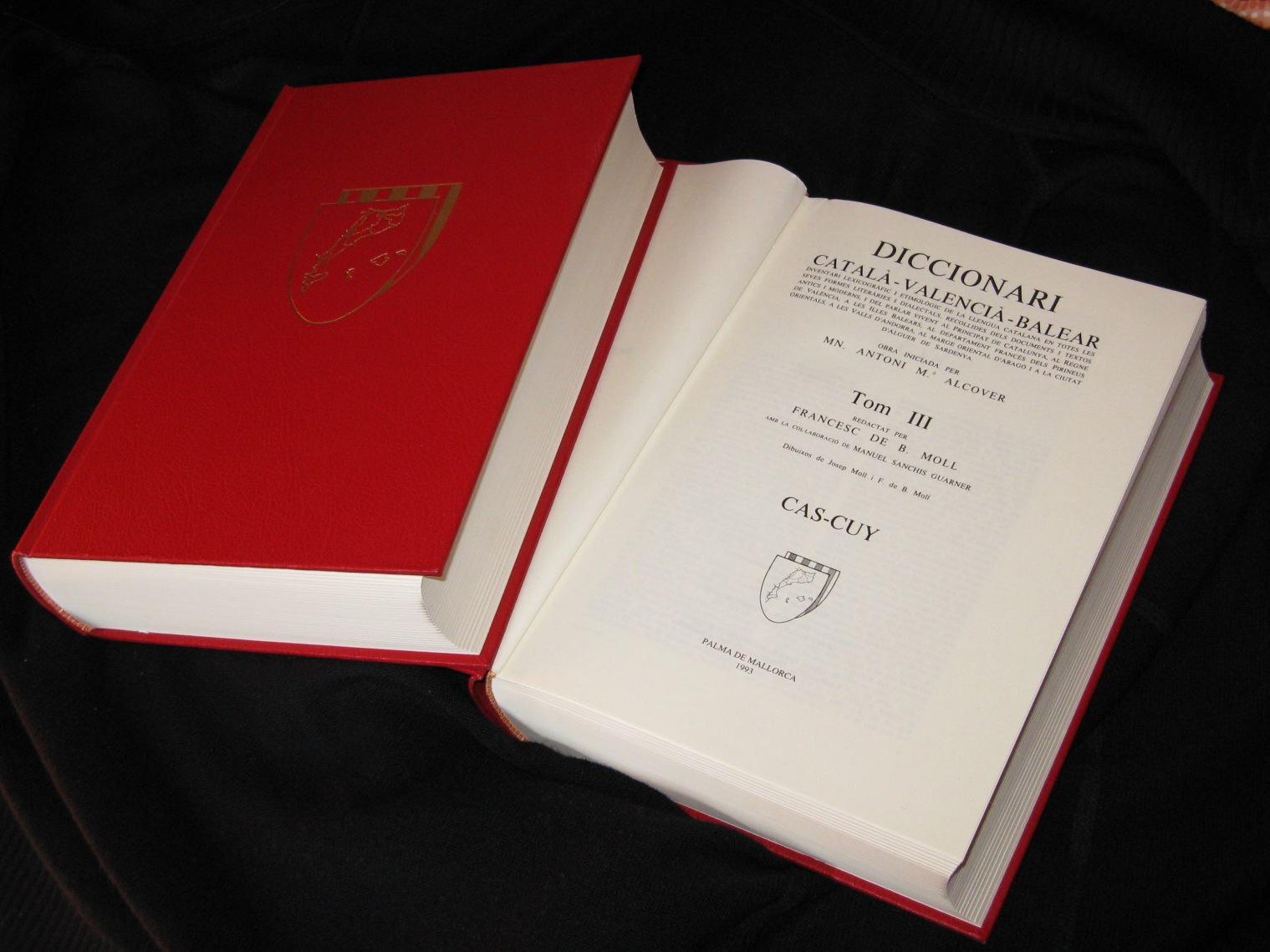
La versió impresa del Diccionari català-valencià-balear.

La dictadura franquista, a Catalunya, complementà a més la supressió de les llibertats democràtiques amb la repressió de la cultura catalana. Durant el període franquista (1939-1975), el català va ser objecte d'una agressió brutal i va quedar reduït a l'ús familiar. El castellà va passar a ser l'única llengua de l'ensenyament, de l'administració i dels mitjans de comunicació. La situació es va agreujar per les grans onades immigratòries de castellanoparlants del segle xx, sobretot les dels anys 60 i 70, procedents de la resta d'Espanya, sobretot d'Andalusia i Extremadura, i que en gran part es van concentrar a l'àrea metropolitana de Barcelona. Tot això va provocar un gran retrocés de l'ús social del català i del seu coneixement, fins al punt que a Catalunya el castellà va superar al català com a llengua materna per primera vegada en la seva història. A Catalunya el factor més important del bilingüisme social és la immigració procedent de la resta d'Espanya. Hom ha calculat que, sense migracions, la població de Catalunya hauria passat d'uns 2 milions de persones el 1900 a 2,4 el 2001, en comptes dels més de 6,1 milions censats en aquesta data (i que són més de 7 el 2008); és a dir, la població sense immigració hauria estat el 39% de la real el 1980.
Tant a l'interior de Catalunya com a l'exili, va haver-hi diverses iniciatives com llibres (“Rosa mística” de Mossèn Geis, revistes (com "Dau al set", dirigida per Brossa) i campanyes per suplir el silenci imposat pel règim, per exemple, Pío Daví i Maria Vila realitzen campanyes de teatre vernacle, estrenant "L'hostal de la glòria", de Josep Maria de Sagarra.
En contrast amb l'ocorregut amb la immigració rebuda anteriorment en la dècada de 1920 i 1930, durant la major part de la dictadura de Franco es va propiciar l'exclusió total de l'idioma català del sistema educatiu (va ser relegat a l'esfera familiar), en el qual es van arribar a utilitzar en alguns llocs mètodes en els quals els propis alumnes havien de denunciar a l'alumne que parlés català cedint-li una bala. La llengua catalana va arribar també a prohibir-se en les làpides de les tombes en el període de postguerra. Fins a l'any 1951, Rafael Aracil, Joan Oliver i Antoni Segura han considerat que la persecució de la llengua va ser «total».
En el segon Franquisme, una certa obertura del règim va permetre un tímid canvi en la marginació de l'idioma autòcton que va donar motiu a una sèrie de passos en contra d'aquesta tendència com l'emissió el 1964 del primer programa de televisió en català per part de TVE (Teatre català). Tant la Nova Cançó (1961) —amb limitacions, com va posar de manifest la prohibició a Joan Manuel Serrat de cantar en català en el festival d'Eurovisió de 1968— com la creació el 1971 de l'Assemblea de Catalunya, en la qual s'aglutinaven les forces antifranquistes, són fenòmens que s'han considerat com a exemples del manteniment de l'ús de l'idioma català durant la dictadura. El 1970 l'última llei educativa de Franco obria la porta a l'ús de llengües diferents a l'ensenyament primari, via que seria desenvolupada per un decret 5 anys més tard. També el 1975, propera ja la defunció de Franco, un altre decret permetia l'ocupació d'altres llengües natives espanyoles als ajuntaments diferents del castellà.
Globalment, la gairebé total exclusió del català del sistema educatiu i les severes limitacions al seu ús en els mitjans de comunicació de masses durant tots aquests anys, va tenir conseqüències de llarga durada i que estarien presents anys després del final de la dictadura, com s'observa en les altes taxes d'analfabetisme en català que es dona entre les generacions escolaritzades en aquests anys: el 1996 solament un terç del tram d'edat comprès entre els 40 i els 44 anys era capaç d'escriure en català, parlat pel 67 % dels censats, xifres que descendien al 22 % dels majors de 80 anys capaços d'escriure en català amb un 65 % de parlants.
Franco va declarar l'any 1939: «La unitat nacional la volem absoluta, amb una sola llengua, el castellà i una sola personalitat, l'espanyola.»
Això va implicar una desaparició gairebé total dels llibres impresos en català fins a l'any 1946.
L'any 1941, malgrat la prohibició del català, es va reeditar il·legalment Poesies, de "Lo Gayter del Llobregat"  per commemorar el centenari de la seva publicació original, origen del moviment de la Renaixença. La seva presentació, un dels primers actes de la clandestinitat, fou feta en un homenatge al seu autor, Joaquim Rubió i Ors.
Cal destacar durant els anys següents la publicació d'una sèrie d'obres per part de tres joves escriptors: Les elegies de Bierville de Carles Riba (1943), L'aprenent de poeta (1943), de Josep Palau i Fabre, i Cementiri de Sinera, de Salvador Espriu (1946) tots ells amb edicions d'uns cent exemplars.
A partir de 1946, amb la derrota de l'Alemanya Nazi, el règim va portar a terme un rentat d'imatge, anomenada l'escletxa, que va permetre que es tornés a autoritzar l'Orfeó Català a fer teatre en català, i també la publicació de llibres en català, però només d'obres clàssiques, i prohibint les obres destinades al públic més jove per tal de restringir l'aprenentatge de la llengua escrita.
Entre elles tenim les part d'escriptors que havien tornat de l'exili durant els anys 1942-1943. Entre aquestes obres cal destacar la traducció al català de l'Odissea (1948) per Carles Riba, i la investigació dutes a terme pel pedagog Alexandre Galí amb Història de les Institucions 1900-1936, que fins i tot avui en dia són obres de referència.
El 1947 l'Institut d'Estudis Catalans va superar la censura en editar un llibre científic, amb la qual cosa quedava demostrat que el català era també un idioma de ciència.
Cal destacar el començament de la publicació el 1949 del Diccionari català-valencià-balear, fins a la seva finalització el 1962, per part del filòleg Francesc de Borja Moll, el qual va esdevenir en una campanya en els territoris de parla catalana, per defensar la unitat de la llengua i alhora que donava un missatge d'afirmació de la identitat catalana.

## Catalans franquistes

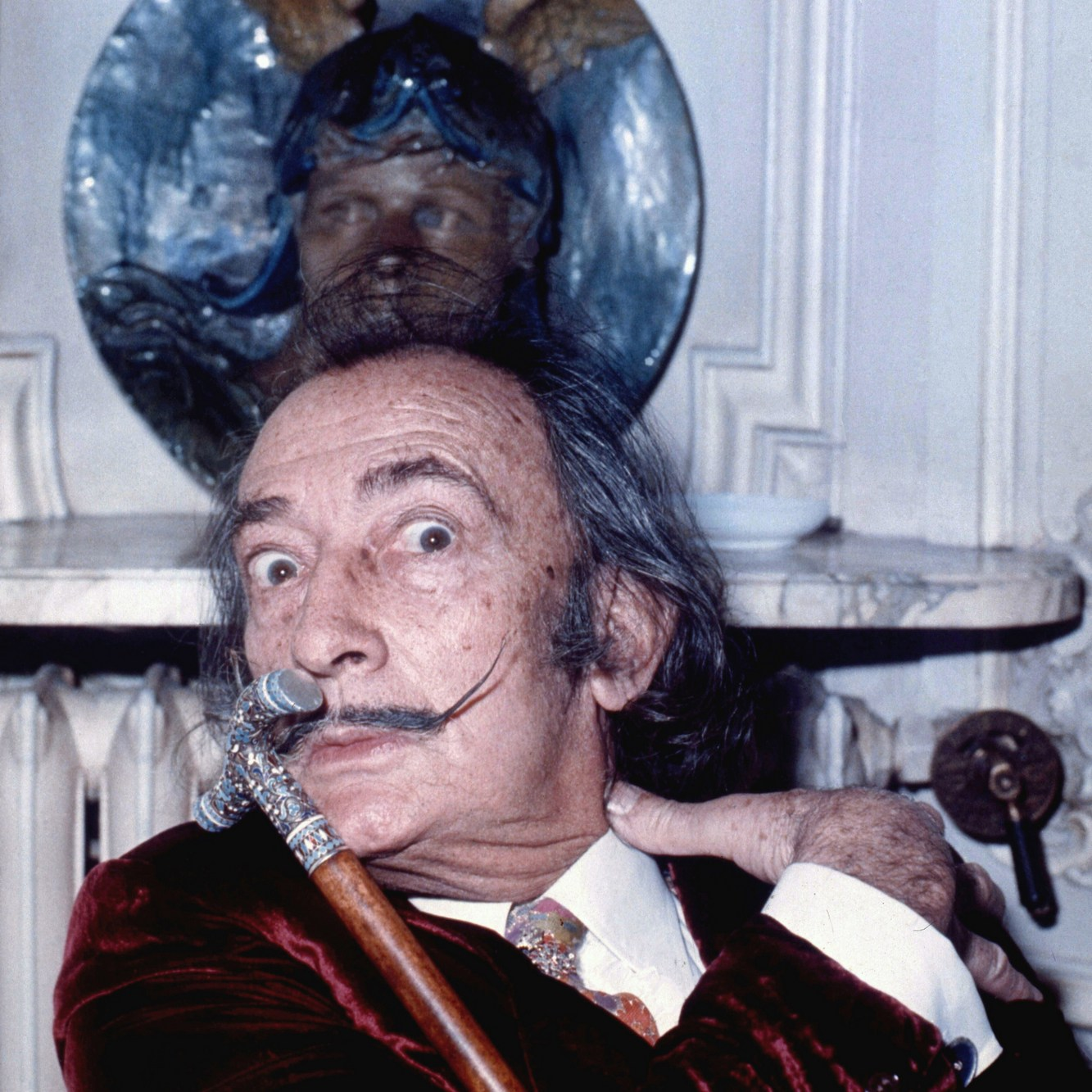
Salvador Dalí retratat a París l'any 1972.

Joan Antoni Samaranch

A Catalunya foren molts els intel·lectuals (pintors, escriptors, periodistes, etc.) que combregaren amb el franquisme, rebent a canvi el beneplàcit i els favors del règim. Alguns d'ells amagats sota la conservadora Lliga Regionalista, dita després Lliga de Catalunya, de Francesc Cambó.
Personatges com Salvador Dalí, Josep Pla o Joan Antoni Samaranch, en són un exemple.
L'any 1936 André Breton va expulsar Dalí, del seu cercle surrealista per les seves tendències feixistes, esdevenint l'artista empordanès un dels pocs intel·lectuals que van donar suport a Francisco Franco en ascendir al poder després de la Guerra Civil espanyola. L'any 1949 retornà a Catalunya, després d'una estada als EUA, amb el vistiplau del govern franquista, que l'utilitzà com a propaganda política, cosa que fou molt criticada per nombrosos intel·lectuals i progressistes.
En Josep Pla, catalanista moderat, l'any 1921 fou elegit diputat de la Mancomunitat de Catalunya per la Lliga Regionalista a la seva comarca natal, l'Alt Empordà. Després d'un exili, a Roma, el gener de 1939 tornà a Barcelona, al costat de Manuel Aznar i d'altres periodistes franquistes, per a fer-se càrrec de la direcció del diari La Vanguardia.
Joan Antoni Samaranch, afiliat a Falange Española Tradicionalista y de las JONS des de molt jove, inicià la seva carrera política a l'Ajuntament de Barcelona en ser nomenat regidor d'Esports l'any 1955. Sota el règim franquista ocupà els càrrecs de Procurador a Corts, Delegat Nacional d'Esports i president de la Diputació de Barcelona fins arribà a la Presidència del COI (1980-2001).
El 1985 va rebre la Medalla d'Or de la Generalitat de Catalunya i el 1988 li fou concedit el Premi Príncep d'Astúries dels Esports.
Va morir el 21 d'abril de 2010 a Barcelona i el seu cos fou exposat en una capella ardent al Palau de la Generalitat de Catalunya alhora que fou celebrada una missa, que reuní unes 4.000 persones a la Catedral de Barcelona, oficiada per l'arquebisbe de Barcelona, Lluís Martínez Sistach. Tanmateix, els darrers anys foren notables, però no majoritàries, les crítiques a la seva posició ambigua davant del franquisme.
D'entre els alcaldes franquistes cal destacar a en Josep Maria de Porcioles, Barcelona i el paradigmàtic Josep Gomis a Montblanc.
En Josep Maria de Porcioles (1904-1993), fou l'alcalde de Barcelona que més temps ocupà aquest càrrec durant el règim franquista. L'Administració municipal de Porcioles fou en general poc coherent des d'un punt de vista pressupostari i polític, a banda de protagonitzar un desenvolupament urbà descontrolat. El 1983, durant l'alcaldia de Pasqual Maragall, li fou concedida la medalla d'or de la ciutat de Barcelona, cal no oblidar que Maragall havia format part, com alt funcionari de l'ajuntament, durant l'etapa Porcioles. En el seu funeral fou homenatjat, entre altres autoritats, pel llavors alcalde de Barcelona Pasqual Maragall com una figura catalanista, cosa que comportà diverses crítiques.
Josep Gomis i Martí, Montblanc (1934), ha estat un dels polítics del segle XX amb una trajectòria més àmplia i prolífica: vint-i-cinc anys a l'Ajuntament de Montblanc, dels quals setze com a alcalde (1964-1980), diputat provincial, Procurador en Corts, President de la Diputació de Tarragona (1980-88), diputat a Corts per Convergència i Unió, CiU, (en les legislatures de 1982 i 1986), conseller de Governació de la Generalitat de Catalunya (1988-92), delegat del Govern de la Generalitat a Madrid (1993-2002) i president del Consell Social de la Universitat Rovira i Virgili (2002-04). El 29 de juliol de 1996 fou nomenat fill predilecte de la vila de Montblanc.
El Futbol Club Barcelona tampoc s'escapà del franquisme. Foren molts els presidents que van combregar amb el règim. Entre ells, Narcís de Carreras i Guiteras que milità a la Lliga Catalana i fou col·laborador de Francesc Cambó fins al 1939. Posteriorment fou president del Futbol Club Barcelona (1968-1969) i de La Caixa de Pensions (1972-1980), regidor de l'Ajuntament de Barcelona i procurador en Corts (1967-1971).
En contrapartida, Josep Sunyol i Garriga, també president del Barça i destacat militant d'Esquerra Republicana de Catalunya, fou afusellat, el 6 d'agost de 1936, a la serra de Guadarrama, sense judici previ, per les tropes franquistes. Sunyol havia estat detingut, junt amb el periodista Ventura Virgili, un xofer i un oficial, quan visitaven el front. Fins i tot després de la seva mort, se li va obrir un expedient en virtut de l'aplicació de la Ley de Responsabilidades Políticas de 9/2/1939.
Com a homenatge al seu barcelonisme i catalanitat, una penya barcelonista de Palafolls porta el seu nom. Enguany -com ja va succeir l'any passat-, la Comissió de la Dignitat i Amics de Josep Sunyol demana per aquest dimarts, 11 d'agost, amb motiu de la disputa entre el Barça i el Sevilla de la Supercopa d'Europa, l'homenatge als 79 anys de la seva mort.

## Una dècada de dura repressió
Entre 1953 i 1963, a Espanya van persistir la dictadura i les persecucions, les detencions, les tortures, els judicis sense garanties, els empresonaments i l'assassinat de molts lluitadors per la llibertat i la democràcia. Dos mesos abans del Congrés Eucarístic Internacional, celebrat a Barcelona, encara hi hagué cinc execucions al Camp de la Bóta (1952) i durant anys seguirien en vigor la Llei de responsabilitats polítiques i de la repressió de la maçoneria i el comunisme.
Fou en aquesta dècada (1953-1963) quan van desaparèixer els maquis i la guerrilla rural i urbana. S'estengué la xarxa de la repressió policíaca i judicial per fer front a la protesta obrera, i per dur a terme el control i la censura de publicacions, del teatre, del cinema i de l'ensenyament. L'aparell del franquisme el formaven el Govern de l'Estat, els governs civils provincials, la policia uniformada i la d'investigació política i social. Així mateix es va estendre la multiplicitat de tribunals jurisdiccionals, militars i el Tribunal d'Ordre Públic, TOP, el 1963, i que no fou dissolt fins al 1977 per un decret de Joan Carles I, encara que la major part dels jutges del TOP van ser ascendits i van acabar al Tribunal Suprem o a l'Audiència Nacional, que es va crear el mateix dia que es dissolia el TOP.

### La vaga de tramvies a Barcelona

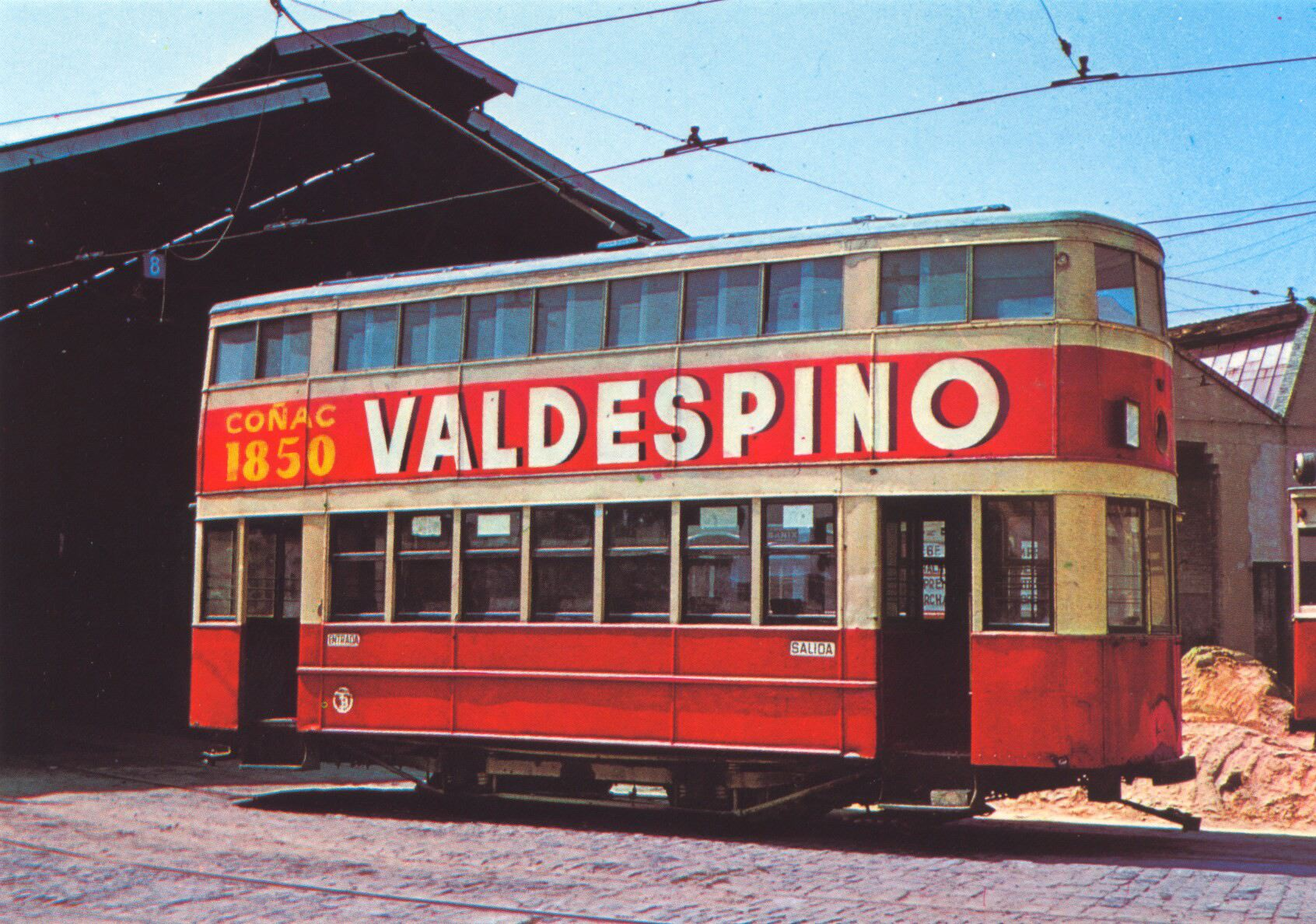
Tramvia a Barcelona en els anys 1950.

El motiu inicial fou l'augment del preu del bitllet i el greuge comparatiu que s'establia amb el preu del mateix servei a Madrid, però la protesta expressava el profund malestar entre la població per les duríssimes condicions de vida que patia la majoria d'ençà de la fi de la guerra civil espanyola. I és que la vaga de tramvies del 1951, que durà dues setmanes, fou, sens cap dubte, un punt d'inflexió en la història de l'oposició al franquisme. No agafar el tramvia no era cap delicte.
El caràcter pacífic de la vaga, la implicació de diversos i nous sectors socials, la participació en el boicot d'una part dels mateixos falangistes, la situació de feblesa del governador, Eduardo Baeza Alegría i la negativa explicita per part del capità general d'intervenir-hi, al·legant que "no podia disparar contra ciutadans que, simplement, no agafaven un mitjà de transport", van fer extremadament difícil la repressió del moviment.
El governador civil, Eduardo Baeza, hi emprà la guàrdia civil en durs enfrontaments que provocaren morts el 12 de març. Finalment, tant ell com l'alcalde de Barcelona, Josep Maria Albert i Despujol, foren destituïts i la pujada de preus fou anul·lada. La vaga de tramvies havia marcat l'inici d'una època.
Una vaga semblant es repetí l'any 1957, que es perllongà durant 12 dies i que comptà amb el suport del món intel·lectual encapçalat per Jaume Vicens i Vives i on també varen participar personatges com Josep Benet, Maurici Serrahima, Edmon Vallès, Santiago Nadal, Salvador Millet, o Rafael Tasis.

## Els maquis
Els maquis van ser els grups de la resistència francesa que, amagats a les regions poc poblades, boscos o muntanyes, van lluitar contra l'ocupació alemanya d'aquest país durant la Segona Guerra Mundial.
Per extensió, i atenent a aquest significat de resistència, el terme maquis, designa també els grups armats que van operar en territori espanyol, especialment a la serralada Cantàbrica, als Pirineus, a Catalunya, País Valencià, Aragó i Andalusia, després de la Guerra civil per oposar-se a la institucionalització del règim franquista.
A partir de l'estiu del 1944, quan s'alliberà França de les forces alemanyes, s'intensificaren les seves accions a Catalunya.
Entre elles cal destacar, l'assalt a la fàbrica de cerveses Moritz l'agost de 1944 i especialment la invasió de la Vall d'Aran: entre el 8 i el 9 d'octubre de 1944. Quan els nazis ja retrocedien a França, 2.500 guerrillers van entrar a la vall ben equipats i amb armament pesant, sota la direcció dels comunistes. Amb aquesta ofensiva i una altra de similar amb 2.500 guerrillers uns dies després, els antifranquistes volien conquerir part del territori espanyol, declarant la zona conquerida sota el govern de la república, que llavors era a l'exili, i forçar els aliats a alliberar Espanya del govern de Franco, tal com estaven fent a la resta d'Europa. A partir de la derrota a la Vall d'Aran, els comunistes deixaren aquest tipus de lluita 

### Mort dels darrers maquis catalans

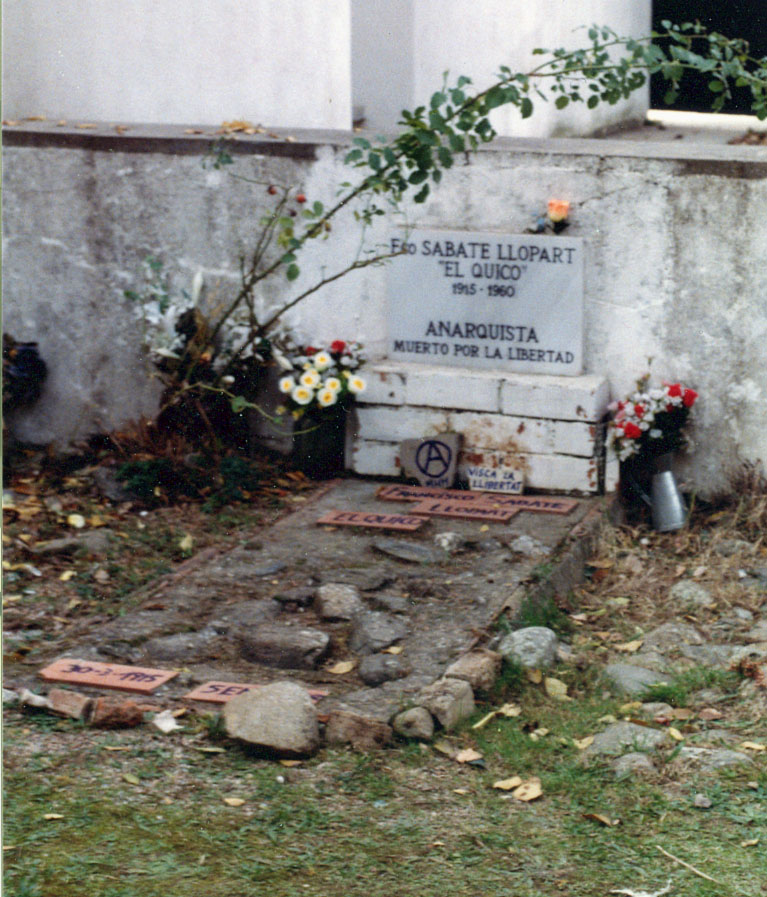
Tomba de Quico Sabaté al cementiri de Sant Celoni.

Els dos darrers maquis, Quico Sabaté i Ramon Vila Caracremada van seguir camins paral·lels cap a la fi de la seva vida.
Quico Sabaté, de ben segur el maqui més emblemàtic, es trobava empresonat a Perpinyà per uns mesos per la descoberta d'un dipòsit il·legal d'armament. En acabar la condemna tornà a Espanya el 30 de desembre de 1959 acompanyat de quatre companys més: Antoni Miracle Guitart, Rogeli Madrigal Torres, Francesc Conesa Alcaraz i Martí Ruiz Montoya.
El grup, que va ser vist des de bon començament a Albanyà, va caminar en direcció a Maià de Montcal, i passà la nit al casot de Folgars, una masia abandonada a la muntanya de la Mare de Déu del Mont.
La Guàrdia Civil els va encerclar i es produí un tiroteig on resultà ferit Quico Sabaté, mentre que els seus quatre companys van ser abatuts a trets al terme de Palol de Revardit aquella mateixa nit.
Tot i la coixesa, a causa de les greus ferides, Quico Sabaté arribà a la població de Sant Celoni, on protagonitzà la darrera batalla després d'una forta resistència, en ser abatut pel sometent. Va morir l'home d'acció, però no el mite.
Caracremada, després de sabotejar unes torres d'alta tensió a Rajadell, l'agost de 1963, Vila prengué calmosament el viatge de tornada cap al seu refugi de Prada. Guàrdies civils de la 231a Comandància de Manresa intentaren encerclar-lo. Els guàrdies es feren notar, no solament a Rajadell, sinó també a Callús, Fonollosa, Sant Mateu de Bages i en altres termes veïns.
La nit del 6 al 7 d'agost va ser mort per trets de la Guàrdia Civil a ran de la masia abandonada de la Creu del Perelló, entre els termes de Castellnou de Bages i Balsareny. Fou enterrat al cementiri de Castellnou de Bages sense cap indicació. El capellà de la parròquia, en considerar-lo un marginal, no va ni inscriure'l en el llibre de registre eclesiàstic.

## La universitat tancada

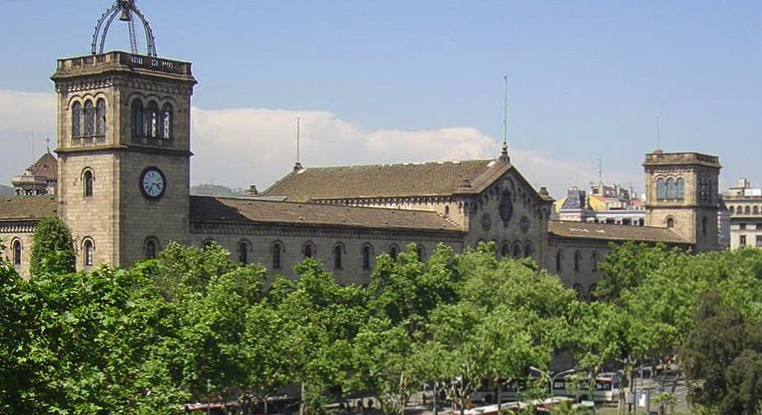
Edifici històric de la Universitat de Barcelona a la plaça homònima

La revolta dels universitaris va tenir, de manera immediata, la resposta de les forces d'ordre públic. Els estudiants, uns 500, es van tancar a la UB. La intenció posterior era la de sortir del centre, però ho impediren la policia i el governador civil, Felipe Acedo Colunga, qui va ordenar la descàrrega policíaca, amb els consegüents cops, detencions i multes i el tancament de la universitat, quelcom nou des del 1939.
Els fets de la Universitat de Barcelona suposaven un veritable trencament. El canvi del panorama polític universitari també es va notar amb el creixement de grups d'esquerra i marxistes, com per exemple el PSUC.

## Els anys seixanta i setanta
Al llarg dels anys seixanta, la dissidència dins l'Espanya franquista va créixer fins a esdevenir un factor decisiu de la vida política.
El Govern assajà des de la repressió total, contraproduent per a la seva imatge perquè evidenciava que només la força garantia l'estabilitat, fins a un cert nivell de tolerància, que equivalia a debilitat i només afavoria l'expressió del descontentament.
La situació s'havia tornat més complexa. Els grups subversius tradicionals com els comunistes, ara col·laboraven amb d'altres que no es podien etiquetar així, com el cas dels catòlics. D'altra banda, davant la pretensió d'entrar a la Comunitat Econòmica Europea, el règim havia de tenir cura de no excedir-se amb l'ús de la força. Tanmateix, a l'hora de la veritat, l'opinió internacional li importava ben poc. En aquest context cal entendre els comentaris de la Policia Armada respecte als estudiants: "si cobren, llueixen les seves ferides en combat als seus companys, si els detenen, es converteixen en màrtirs i els professors els aproven encara que no sàpiguen res."

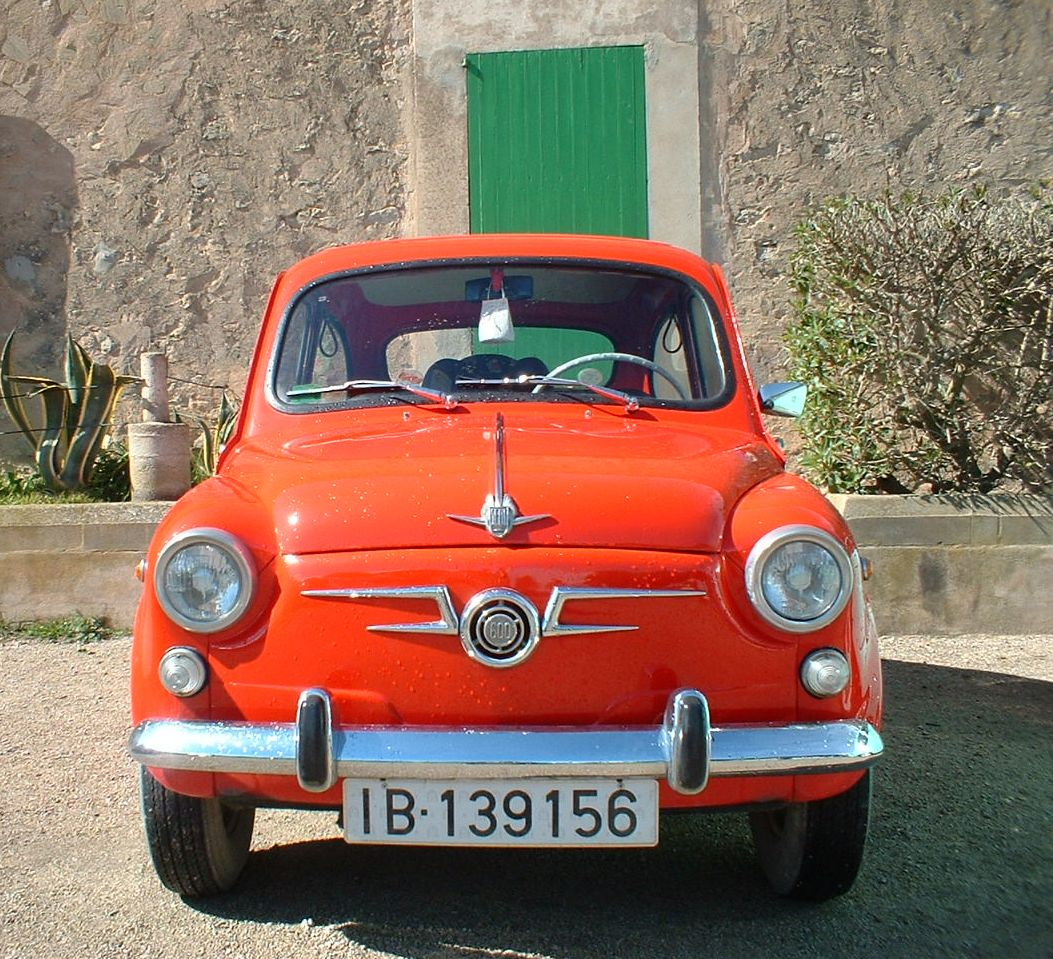
Un exemplar de Seat 600.

Ser empresonat per motius polítics deixà de ser, com diuen els historiadors Carles Feixa i Carme Agustí, un estigma per al reclús. Perdre la llibertat per defensar-la esdevingué un motiu d'orgull.
Les relacions laborals havien experimentat un canvi important el 1958, quan la Llei de convenis col·lectius establí la negociació entre empresaris i treballadors com a mitjà per resoldre els conflictes. Va esdevenir tota una novetat en l'Espanya franquista, on la lluita de classes s'havia abolit per decret.
En aquest marc tothom s'adonava que la societat de consum suposava un canvi qualitatiu. Electrodomèstics, com la televisió o la rentadora i vehicles com el 600 estaven a l'abast dels treballadors. Tot enmig de considerables sacrificis laborals i econòmics que comportava el nou estatus, amb els fenòmens de la pluriocupació, les hores extraordinàries i l'endeutament a terminis. Aquest creixement econòmic provocà a Catalunya una profunda transformació social.

### Els fets del Palau de la Música

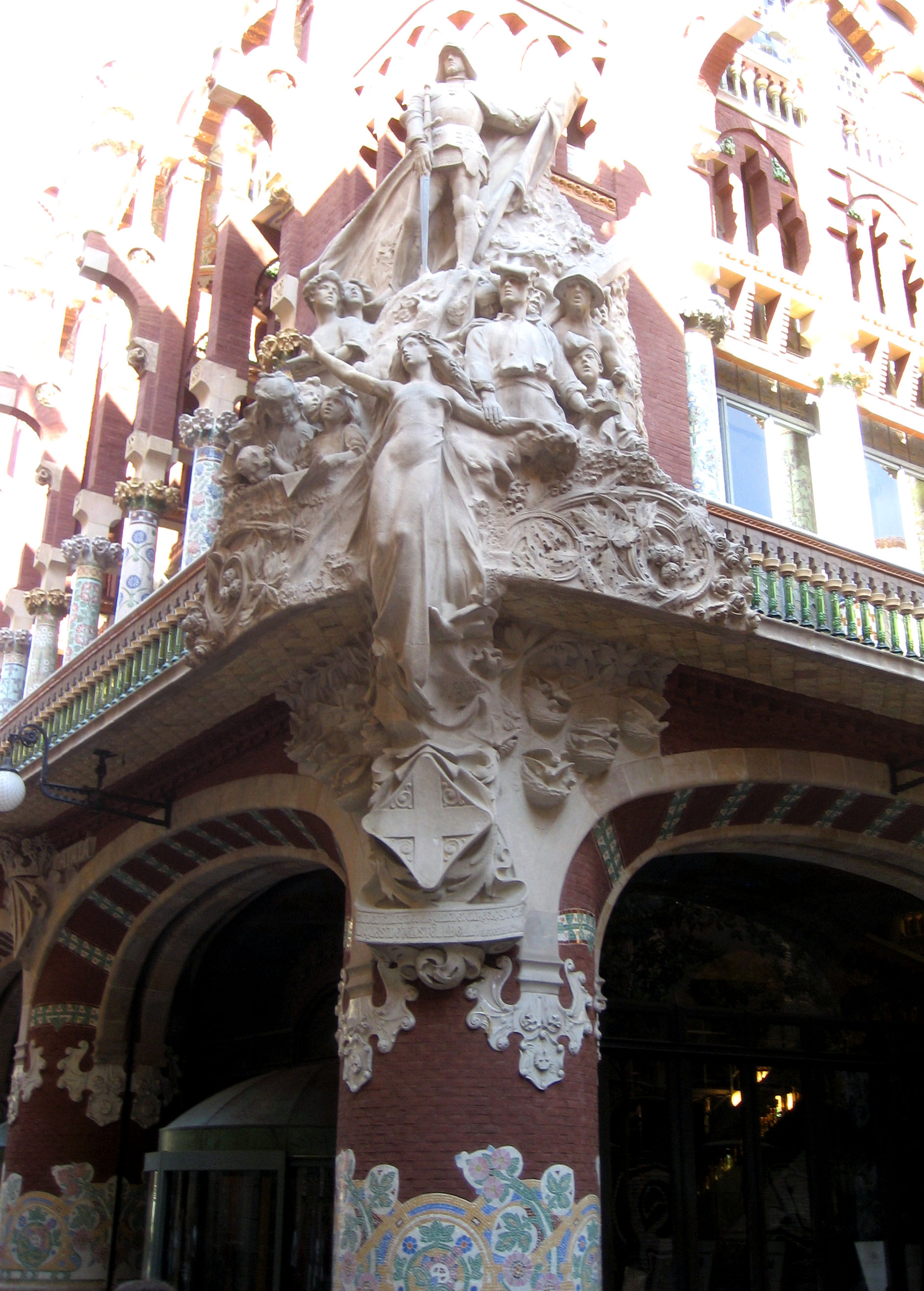
Entrada principal del Palau de la Música Catalana

Els fets del Palau es van produir al Palau de la Música Catalana de Barcelona el 19 de maig de 1960, durant l'homenatge del centenari del naixement del poeta català Joan Maragall organitzat per l'Orfeó Català amb presència de ministres de Franco.
Dins el repertori autoritzat hi figurava el Cant de la Senyera. Tres dies abans, però, el governador civil Felipe Acedo Colunga, va prohibir que es cantés. Això desfermà la indignació dels assistents i Josep Espar i Ticó la començà a entonar. Tot seguit la policia va començar a colpejar als activistes cantaires. Les detencions no es feren esperar com, per exemple, la de Jaume Casajoana. Jordi Pujol, que no era al Palau però sí que havia estat un dels organitzadors de l'acte, fou detingut el 22 de maig. El futur President de la Generalitat s'enfrontà a un consell de guerra que tingué lloc el 13 de juny. El desenllaç, després d'un judici sense garanties, fou una condemna de set anys per a Pujol.
Jordi Pujol declararia uns anys més tard que els Els fets del Palau de la Música van ser la primera victòria del catalanisme contra el franquisme.

### Nova declaració de l'estat d'excepció
La raó principal que va aportar el ministre de Governació, Camilo Alonso Vega, per adoptar aquestes mesures fou la "conspiració" que significava l'anomenat "Contuberni de Múnic", una trobada de 118 opositors al règim, de l'interior i de l'exili que tingué lloc a Múnic en el marc del IV Congrés del Moviment Europeu Internacional.
Malgrat aquesta primera interpretació de la mesura adoptada, la veritat és que l'estat d'excepció va servir al règim per fer front a tot un seguit de vagues, a la consolidació d'ETA o per aturar la rebel·lió del moviment estudiantil contra el Sindicato Español Universitario.
Davant d'aquests nous moviments, la dictadura va tornar a mostrar la seva vessant més repressiva. Foren reiterades les suspensions del Fuero fins a l'any de la mort de Franco.

### La Nova Cançó

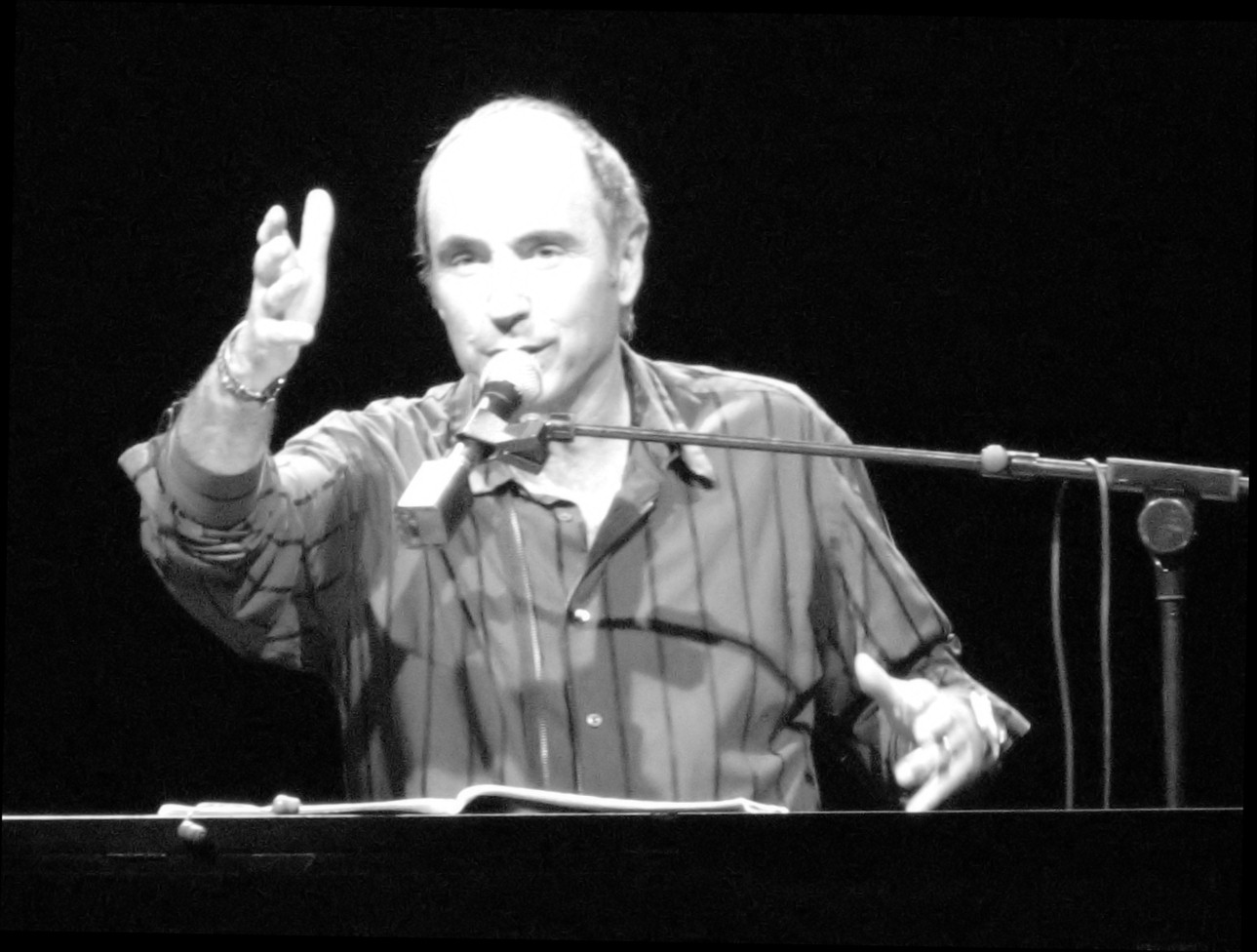
Lluís Llach durant una actuació a l'Olympia de París l'any 2006.

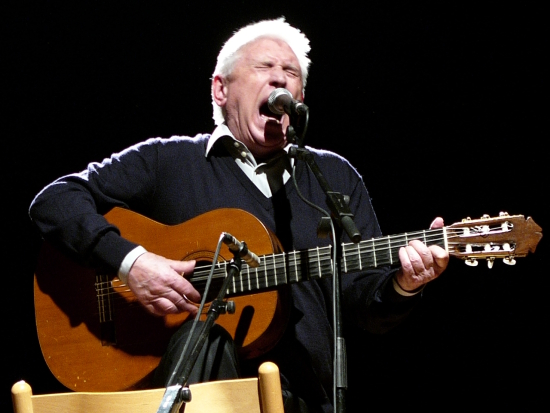
Raimon a Almussafes el 24 de febrer de 2008.

En tota la dictadura, destaca la transcendència que va tenir la Nova Cançó, un fenomen que va permetre trencar el silenci imposat pel Franquisme a la llengua i la cultura catalanes.
Es considera que el manifest fundacional de la Nova Cançó és un article de Lluís Serrahima titulat "ens calen cançons d'ara", publicat el gener de 1959 a la revista Germinàbit, posteriorment Serra d'Or, el gener de 1959, és considerat el manifest fundacional de la Nova Cançó.
Ja en aquella època eren al mercat els primers discos, editats sota el patrocini del músic Josep Casas i Augé. Les germanes Serrano i Josep Guardiola interpretaven versions d'alguns èxits internacionals en català, malgrat que la censura franquista va obligar a titular-los en castellà. Aquests intèrprets, junt amb altres com Font Sellabona i Rudy Ventura conformen els inicis de la Nova Cançó.
Miquel Porter i Moix, Remei Margarit i Josep Maria Espinàs foren els fundadors, l'any 1961 del grup anomenat Els Setze Jutges.
El 19 de desembre de 1961, en una actuació que tingué lloc a El Centre d'Influència Catòlica Femenina de Barcelona, on cantaren Miquel Porter i Josep Maria Espinàs, fou quan s'anomenà per primera vegada el terme Nova Cançó. I poc més tard, a ran d'una actuació a la Penya Barcelonista de Premià de Mar el 29 d'abril de 1962, Espinàs va bateijar l'incipient moviment com Els Setze Jutges.
En els següents anys a partir dels fundadors inicials Miquel Porter, Remei Margarit i Josep Maria Espinàs, s'hi incorporaren el 1962, Delfí Abella i Francesc Pi de la Serra. El 1963 s'hi afegiren Enric Barbat, Xavier Elies i Guillermina Motta. El 1964 ho feren Maria del Carme Girau, Martí Llauradó, Joan Ramon Bonet i Maria Amèlia Pedrerol, l'any 1965 ho feu Joan Manuel Serrat; Maria del Mar Bonet el 1966 i per acabar, Rafael Subirachs i Lluís Llach van completar, l'any 1967, els setze membres.

### La Caputxinada
Fou cap a la meitat dels anys seixanta, amb el sindicat franquista Sindicato Español Universitario (SEU) agonitzant, quan se celebrà l'assemblea de la qual sortí l'embrió del futur SDEUB, amb més de mil estudiants congregats a la Facultat d'Econòmiques de la Universitat de Barcelona.
Tot estava previst per la constitució del SDEUB, que es produí el 9 de març de 1966 al convent dels Caputxins de Sarrià. Els pares caputxins havien donat permís perquè s'usés la seva sala d'actes. D'aquí el mot de Caputxinada.
Finalment més de 500 persones, sobretot estudiants però també professors i 33 intel·lectuals i artistes de la talla de Jordi Rubió i Balaguer, Joan Oliver, Salvador Espriu, Antoni Tàpies i Maria Aurèlia Campmany, entre d'altres, feren cap a Sarrià. En només una hora ja s'havien aprovat els estatuts, la declaració de principis i el manifest (que portava per títol Per una universitat democràtica). Just el temps suficient per poder constituir l'SDEUB abans que la policia arribés al convent i donés l'ordre de dissoldre immediatament l'acte.

### La Tancada d'intel·lectuals a Montserrat

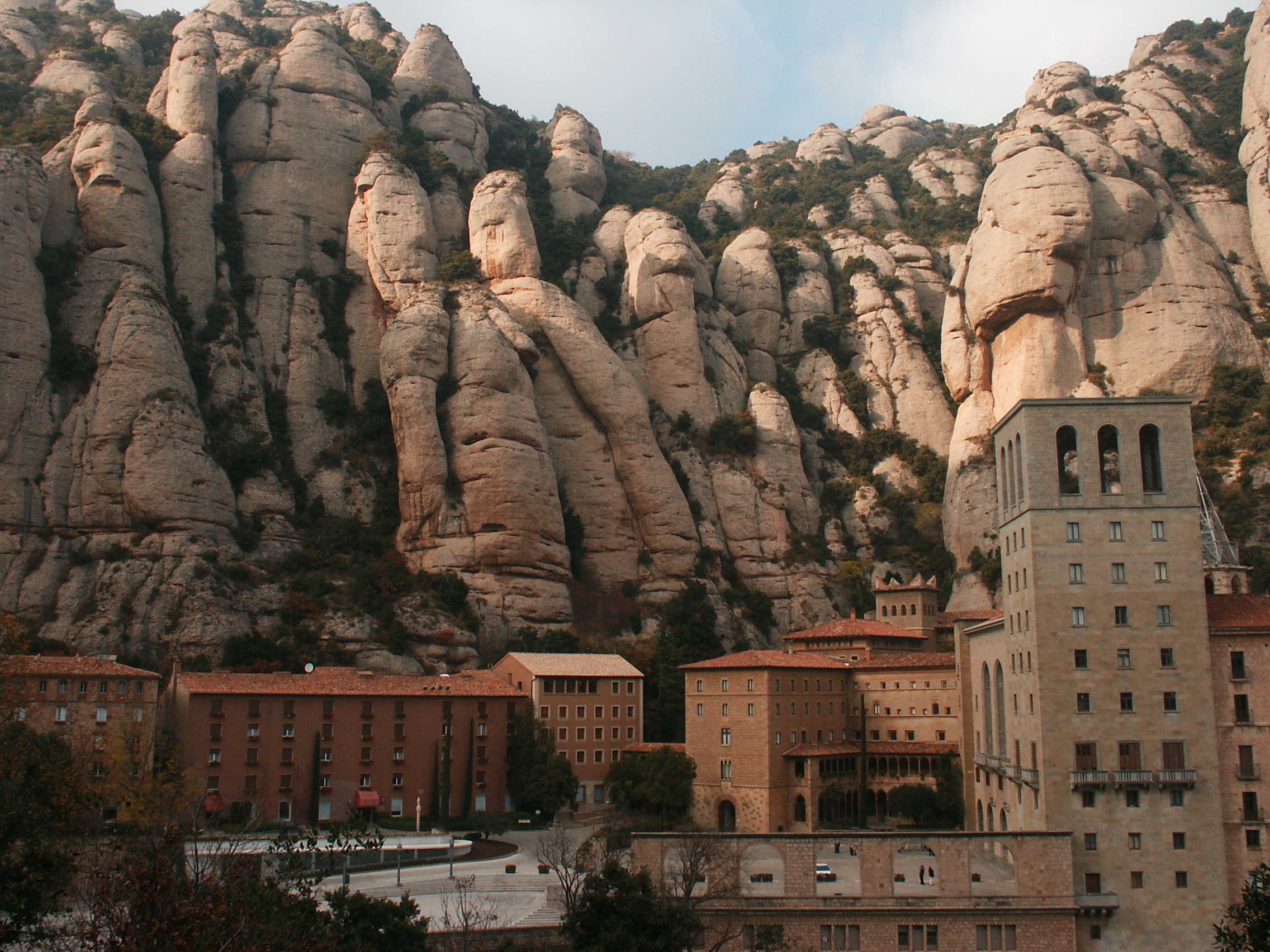
Monestir de Montserrat

La Tancada d'intel·lectuals a Montserrat el 12, 13 i 14 de desembre de 1970 va ser el principal acte de mobilització de l'oposició antifranquista catalana amb motiu del Consell de guerra celebrat a Burgos contra militants d'ETA.
S'inicià el 12 de desembre de 1970 a l'Abadia de Montserrat on es van reunir uns 300 
intel·lectuals catalans: escriptors, cantants, periodistes, pintors, actors, cineastes, gent del teatre, de l'edició, professionals de la cultura, i altres persones amb un reconegut compromís polític (vegeu llista de participants). La tancada tenia per objecte protestar pel Procés de Burgos, el consell de guerra que condemnà mort a militants d'ETA. Va durar tres dies atès l'amenaça d'assalt de la policia. Els participants a la tancada van debatre sobre estat actual del país i el seu futur, i es constituïren en assemblea permanent creant l'Assemblea Permanent d'Intel·lectuals Catalans que funcionà a partir d'aquell moment tenint un paper destacat en esdeveniments polítics futurs. En el transcurs de la tancada igualment es redactà un manifest en què es demanava l'amnistia política, llibertats democràtiques i el dret a l'autodeterminació.
L'origen de la tancada cal fixar-lo en la proposta d'un acte de resposta al règim pel Procés de Burgos de les dues instàncies unitàries d'oposició al franquisme que en aquell moment 1970 funcionaven a Catalunya, La Taula Rodona (1966-1973) i la Comissió Coordinadora de Forces Polítiques de Catalunya (precedent del Consell de Forces Polítiques de Catalunya)
Les conseqüències pels participants foren importants, fortes sancions econòmiques, retirada de passaports, prohibició d'actuar en públic, etc. L'impacte internacional de la tancada fou indubtable i contribuí de manera notable al fet que dies després el règim commutés les penes de mort. Per altra part impulsà i donar relleu mediàtic i ciutadà a la lluita de l'oposició catalana antifranquista.

### L'Assemblea de Catalunya
L'Assemblea de Catalunya fou constituïda el 7 de novembre de 1971, a l'església barcelonina de Sant Agustí, com a plataforma unitària de l'antifranquisme català sota la iniciativa de la Coordinadora de Forces Polítiques de Catalunya.
Ràpidament agrupà a la gran majoria de partits polítics, sindicats i organitzacions socials. D'ella en va sortir el famós lema: "Llibertat, Amnistia i Estatut d'Autonomia."
Els seus punts programàtics foren, de manera resumida, els següents:
- Pels drets i llibertats democràtiques.
- Accés del poble al poder econòmic.
- Accés del poble al poder polític.
- Pel ple exercici del dret d'autodeterminació.

Durant la dècada dels setanta l'Assemblea de Catalunya fou el principal marc de coordinació de la resistència contra la dictadura i liderà i organitzà les principals mobilitzacions populars de l'època. Entre elles la Marxa de la Llibertat, l'estiu de 1976, sota el lema de "Poble català, posa't a caminar."
L'Assemblea de Catalunya s'autodissolgué ja força avançada la transició política.

### Les darreres cuetades del franquisme
El fet que més marcà el tardofranquisme fou l'assassinat de l'almirall Luis Carrero Blanco, el 20 de desembre de 1973. Aquest fet deixà escapçat el projecte continuista del règim. Aquesta mort generà, primer un gran desconcert en el govern d'Arias Navarro i, més endavant, pànic en el si del règim pel futur incert que s'obria just al davant. Tot plegat explica, possiblement, l'assassinat de Salvador Puig i Antich i Georg Michael Welzel el 2 de març de 1974. Foren els darrers executats amb el mètode del garrot vil.
Finalment, el 27 de setembre de 1975, amb el Generalísimo ja al llit, agonitzant, foren afusellats els cinc darrers condemnats a mort del franquisme, dos integrants d'ETA: Angel Otaegi Etxeberria i Jon Paredes Manot Txiki i tres membres del FRAP: Ramón García Sanz, José Luis Sánchez Bravo i José Humberto Baena. El decret antiterrorista s'aplicava implacablement i amb caràcter retroactiu. Els fets pels quals se'ls acusava havien tingut lloc abans que fos aprovat, amb la qual cosa es vulnerava un dels principis bàsics de qualsevol estat de dret.
Les cinc darreres morts del franquisme es produïen només 54 dies abans que Franco morís. La dictadura va morir com havia nascut i va viure: matant. Però, a cops de repressió i d'immobilisme, havia perdut el suport social de què gaudia el 1939. La Guerra Civil quedava ja molt lluny i les noves generacions no estaven disposades a suportar per més temps la manca de llibertats i de modernitat. El 20 de novembre de 1975 Franco va morir al llit, però el franquisme tenia els dies comptats.

### Desfranquització
A Catalunya, després de la mort del dictador, els signes exteriors (les «Avenida Francisco Franco» i «Plaza del Caudillo», etc.) del franquisme van desaparèixer força aviat. Nogensmenys, el procés al fons de la desfranquització va emprendre's molt més llentament: la primera iniciativa legislativa al nivell nacional va fer-se esperar fins al 2007 amb l'aprovació de la Llei de Memòria Històrica.
El vint de novembre de 2015 se celebrà un acte de condemna als crims del franquisme i d'homenatge a les victimes organitzat per Òmnium Cultural, en el qual hi van col·laborar moltes associacions i va tenir el suport del Memorial Democràtic (Generalitat de Catalunya) i de l'Ajuntament de Barcelona,

## Filmografia
- Companys, procés a Catalunya, Josep Maria Forn, 1979.

Sinopsi:
Crònica de l'últim any i mig de la vida del president de la Generalitat de Catalunya, que va ser lliurat al govern franquista per la Gestapo, poc després d'instal·lar-se a França Malgrat un intent d'alliberar-lo per un grup de nacionalistes va ser afusellat quasi immediatament.
- La fuga de Segòvia, Imanol Uribe, 1981.

Sinopsi:
La història narra un fet real ocorregut l'abril de 1976, que té com a protagonistes un grup de presoners d'ETA que conviden a participar en la fuga al català, Oriol Solé Sugranyes, membre del Moviment Ibèric d'Alliberament (MIL). La fuga acabà amb l'arrest de 24 dels fugats, la mort en una trobada amb la Guàrdia Civil a Burguete (Navarra) d'Oriol Solé i Sugranyes i la fugida a França de quatre d'ells.
- La plaça del Diamant, Francesc Betriu, 1982.

Sinopsi:
Amb Silvia Munt i Lluís Homar com a protagonistes, i amb música de Ramon Muntaner, Francesc Betriu va portar al cinema aquesta pel·lícula basada en la novel·la homònima de Mercè Rodoreda. Es tracta d'un fidel reflex de la guerra civil espanyola i la dura potsguerra, situat al barri barceloní de Gràcia.
- Salvador (Puig Antich), Manuel Huerga, 2006. Pòster de la pel·lícula Pa negre

Pòster de la pel·lícula Pa negre

Sinopsi:
Salvador, narra la crònica dels esdeveniments que van portar a la condemna a mort i a l'execució del jove Salvador Puig i Antich, membre del (MIL), acusat de la mort d'un policia. Malgrat els esforços de familiars, advocats i de les mobilitzacions socials, el règim franquista es negà a donar-li l'indult i l'executà a garrot vil.
- Pa negre, Agustí Villaronga, 2010.

Sinopsi:
La pel·lícula "Pa negre", inspirada en el bestseller (Supervendes en català) homònim d'Emili Teixidor explica una història rural, una història de famílies en un petit poble català en una època dominada pels feixistes, a la potsguerra. L'eix central del film és la devastació moral que produeix la guerra sobre la població civil.
Ha estat i és, sens dubte, la pel·lícula més guardonada del cinèma català.

### Documentals
- Records i oblits. 30 Minuts, Televisió de Catalunya, 1994.[46]
- El preu de la memòria. 30 Minuts, Televisió de Catalunya, 2000.[47]
- Crònica d'una mirada. Televisió de Catalunya, 2003.[48]
- Abecedari Porcioles. Televisió de Catalunya, 2004.[49]
- Pecats capitals. Televisió de Catalunya, 2006.[50]
- Barraques. L'altra ciutat. 30 Minuts, Televisió de Catalunya, 2009.[51]
- Camp d'Argelers, Felip Solé. Sense ficció, TVC, 2009.[52][53]